# LNB Pro A 2016-17
La LNB Pro A 2016-2017 fue la edición número 95 de la Pro A, la máxima competición de baloncesto de Francia. La temporada regular comenzó el 23 de septiembre de 2016 y acabó el 23 de junio de 2017. Los ocho mejor clasificados accederían a los playoffs, mientras que el Orléans Loiret Basket y el SLUC Nancy descenderían a la Pro B.
El campeón sería por segunda vez en su historia el Élan Chalon tras derrotar al Strasbourg IG, finalista por quinto año consecutivo, en cinco partidos.

## Equipos

### Ascensos y descensos
Rouen Métropole Basket y STB Le Havre descendieron tras acabar en las dos últimas posiciones de la Temporada 2015–16. Hyères-Toulon Var Basket ascendió tras proclamarse campeón de la Pro B. ESSM Le Portel ascendió de la Pro B tras ganar los play-offs de ascenso.

### Equipos y pabellones
| Equipo                   | Ciudad              | Pabellón                                                  | Capacidad |
| ------------------------ | ------------------- | --------------------------------------------------------- | --------- |
| Antibes Sharks           | Antibes             | Azur Arena                                                | 5249      |
| Monaco                   | Fontvieille, Monaco | Salle Gaston Médecin                                      | 3700      |
| ASVEL ●                  | Lyon–Villeurbanne   | Astroballe                                                | 5556      |
| BCM Gravelines Dunkerque | Gravelines          | Sportica                                                  | 3500      |
| Champagne Châlons Reims  | Reims               | Complexe René-Tys                                         | 3000      |
| Cholet Basket            | Cholet              | La Meilleraie                                             | 5191      |
| Élan Béarnais Pau-Orthez | Pau                 | Palais des Sports de Pau                                  | 7707      |
| Élan Chalon              | Chalon-sur-Saône    | Le Colisée                                                | 5000      |
| ESSM Le Portel ◆         | Le Portel           | Le Chaudron                                               | 3500      |
| Hyères-Toulon Var Basket | Hyères–Toulon       | Palais des Sports de Toulon                               | 4700      |
| JDA Dijon                | Dijon               | Palais des Sports de Dijon                                | 5000      |
| Nanterre 92              | Nanterre            | Palais des Sports de Nanterre                             | 3000      |
| Le Mans Sarthe Basket    | Le Mans             | Antarès                                                   | 6003      |
| Limoges CSP              | Limoges             | Beaublanc                                                 | 6000      |
| Orléans Loiret Basket    | Orléans             | Zénith d'Orléans                                          | 5338      |
| Paris-Levallois Basket   | Paris–Levallois     | Stade Pierre de Coubertin Palais des Sports Marcel Cerdan | 4200 3050 |
| SLUC Nancy Basket        | Nancy               | Palais des Sports Jean Weille                             | 6027      |
| SIG Strasbourg           | Strasbourg          | Rhénus Sport                                              | 6200      |

Notas
◆  El equipo hace su debut en la Pro A.
●  Defensor del título, campeón de la Temporada 2015–16.

## Resultados

### Temporada regular
|     | Equipo                        | J  | G  | P  | PF   | PC   | %  | Clasificación     |
| --- | ----------------------------- | -- | -- | -- | ---- | ---- | -- | ----------------- |
| 1.  | Monaco                        | 34 | 30 | 4  | 2869 | 2504 | 89 | playoff           |
| 2.  | Élan Chalon                   | 34 | 27 | 7  | 2871 | 2592 | 80 | playoff           |
| 3.  | Nanterre 92                   | 34 | 25 | 9  | 2765 | 2580 | 74 | playoff           |
| 4.  | SIG Strasbourg                | 34 | 23 | 11 | 2689 | 2468 | 68 | playoff           |
| 5.  | Élan Béarnais Pau-Lacq-Orthez | 34 | 22 | 12 | 2678 | 2551 | 65 | playoff           |
| 6.  | Paris-Levallois               | 34 | 20 | 14 | 2609 | 2463 | 59 | playoff           |
| 7.  | ESSM Le Portel                | 34 | 19 | 15 | 2499 | 2384 | 56 | playoff           |
| 8.  | ASVEL                         | 34 | 19 | 15 | 2550 | 2544 | 56 | playoff           |
| 9.  | BCM Gravelines Dunkerque      | 34 | 16 | 18 | 2662 | 2694 | 48 |                   |
| 10. | Limoges CSP                   | 34 | 15 | 19 | 2606 | 2677 | 45 |                   |
| 11. | Cholet                        | 34 | 14 | 20 | 2504 | 2643 | 42 |                   |
| 12. | Le Mans Sarthe                | 34 | 14 | 20 | 2452 | 2565 | 42 |                   |
| 13. | JDA Dijon                     | 34 | 12 | 22 | 2486 | 2567 | 36 |                   |
| 14. | Antibes Sharks                | 34 | 12 | 22 | 2442 | 2596 | 36 |                   |
| 15. | Hyères-Toulon Var             | 34 | 11 | 23 | 2450 | 2546 | 33 |                   |
| 16. | Champagne Châlons Reims       | 34 | 10 | 24 | 2660 | 2886 | 30 |                   |
| 17. | Orléans Loiret                | 34 | 9  | 25 | 2454 | 2720 | 27 | Desciende a Pro B |
| 18. | SLUC Nancy                    | 34 | 8  | 26 | 2553 | 2819 | 24 | Desciende a Pro B |

## Playoffs 2016/17
|  | Cuartos de final | Cuartos de final        | Cuartos de final |                         |   | Semifinales             | Semifinales | Semifinales |  |   | Final         | Final | Final |  |
|  |                  |                         |                  |                         |   |                         |             |             |  |   |               |       |       |  |
|  |                  |                         |                  |                         |   |                         |             |             |  |   |               |       |       |  |
|  | 1                | AS Monaco               | 1                |                         |   |                         |             |             |  |   |               |       |       |  |
|  | 1                | AS Monaco               | 1                |                         |   |                         |             |             |  |   |               |       |       |  |
|  | 8                | ASVEL Lyon-Villeurbanne | 2                |                         |   |                         |             |             |  |   |               |       |       |  |
|  | 8                | ASVEL Lyon-Villeurbanne | 2                |                         | 8 | ASVEL Lyon-Villeurbanne | 2           |             |  |   |               |       |       |  |
|  |                  |                         |                  |                         | 8 | ASVEL Lyon-Villeurbanne | 2           |             |  |   |               |       |       |  |
|  |                  |                         | 4                | Strasbourg IG           | 3 |                         |             |             |  |   |               |       |       |  |
|  | 4                | Strasbourg IG           | 4                | Strasbourg IG           | 3 | 2                       |             |             |  |   |               |       |       |  |
|  | 4                | Strasbourg IG           |                  |                         |   |                         |             |             |  |   |               |       |       |  |
|  | 5                | EB Pau-Lacq-Orthez      | 1                |                         |   |                         |             |             |  |   |               |       |       |  |
|  | 5                | EB Pau-Lacq-Orthez      | 1                |                         |   |                         |             |             |  | 4 | Strasbourg IG | 2     |       |  |
|  |                  |                         |                  |                         |   |                         |             |             |  | 4 | Strasbourg IG | 2     |       |  |
|  |                  |                         | 2                | Élan Sportif Chalonnais | 3 |                         |             |             |  |   |               |       |       |  |
|  | 2                | Élan Sportif Chalonnais | 2                | Élan Sportif Chalonnais | 3 | 2                       |             |             |  |   |               |       |       |  |
|  | 2                | Élan Sportif Chalonnais |                  |                         |   |                         |             |             |  |   |               |       |       |  |
|  | 7                | ESSM Le Portel          | 0                |                         |   |                         |             |             |  |   |               |       |       |  |
|  | 7                | ESSM Le Portel          | 0                |                         | 2 | Élan Sportif Chalonnais | 3           |             |  |   |               |       |       |  |
|  |                  |                         |                  |                         | 2 | Élan Sportif Chalonnais | 3           |             |  |   |               |       |       |  |
|  |                  |                         | 6                | Paris-Levallois Basket  | 1 |                         |             |             |  |   |               |       |       |  |
|  | 3                | JSF Nanterre            | 6                | Paris-Levallois Basket  | 1 | 0                       |             |             |  |   |               |       |       |  |
|  | 3                | JSF Nanterre            |                  |                         |   |                         |             |             |  |   |               |       |       |  |
|  | 6                | Paris-Levallois Basket  | 2                |                         |   |                         |             |             |  |   |               |       |       |  |
|  | 6                | Paris-Levallois Basket  | 2                |                         |   |                         |             |             |  |   |               |       |       |  |
|  |                  |                         |                  |                         |   |                         |             |             |  |   |               |       |       |  |

## Premios
MVP de la temporada
- D.J. Cooper – Élan Béarnais Pau-Lacq-Orthez[3]

MVP de las Finales
- Jérémy Nzeulie – Élan Chalon

Entrenador del Año
- Zvezdan Mitrovic – Monaco[4]

Mejor defensor
- Moustapha Fall – Élan Chalon[4]

Mejor jugador joven
- Frank Ntilikina – SIG Strasbourg[4]

Jugador más mejorado
- Paul Lacombe – SIG Strasbourg[4]

Mejor sexto hombre
- Louis Labeyrie – Paris-Levallois[4]